# Terapia analítico-comportamental
Terapia analítico-comportamental (TAC) é um tipo de psicoterapia embasada na teoria behaviorista radical e na análise do comportamento, e tem como objetivos analisar a relação que os comportamentos do paciente, que é tratado como agente mais ativo no seu processo terapêutico, têm com o ambiente em que vive, ajudá-lo a discriminar quais comportamentos estão sendo mais ou menos adaptativos, a partir da discriminação das consequências reais destes comportamentos e da função deles em sua vida. O objetivo da terapia é torná-lo capaz de manter comportamentos mais saudáveis, que lhe tragam menos sofrimento e mais reforçadores positivos naturais.

## Eficácia
As técnicas desta abordagem envolvem inúmeros experimentos empíricos comprovando sua eficácia no tratamento de diversos transtornos psicológicos. Mostrou-se ser uma terapia mais eficaz no tratamento da depressão quando comparada à terapia cognitivo-comportamental estudada por Albert Ellis.
As terapias analítico-comportamentais, seguindo a linha cientificista característica do behaviorismo, apresentam hoje propostas de intervenção com larga aplicação e validação empírica aplicáveis a transtorno de ansiedade generalizada, transtorno do pânico, fobia social, agorafobia, fobia específica, depressão nervosa (leve, moderada e severa), alcoolismo, tabagismo, dependência química, entre outros.

## Propostas de intervenção
Dentre as propostas de intervenção se destacam a terapia da aceitação e compromisso, a psicoterapia analítica funcional (FAP), a terapia comportamental dialética (DBT), a ativação comportamental e a área voltada para a infância (TACI).

### Terapia de aceitação e compromisso
A terapia de aceitação e compromisso (ACT), criada por Hayes e Wilsom em 1987 procura preparar e treinar o paciente para enfrentar seus pensamentos, emoções e lembranças associados com sofrimento e que o paciente tenta evitar (esquiva emocional), educá-lo para buscar reforços alternativos e levá-lo a assumir e manter novos comportamentos mais adaptativos. A idéia não é a de eliminar as fontes de sofrimento, e sim, a de discriminar quais os comportamentos mais saudáveis e adequados, para aceitá-los e se comprometer com a mudança.

### Psicoterapia analítica funcional
A psicoterapia analítica funcional (FAP), criada por Kohlenberg e Tsai em 1994, se baseia no modo como o cliente interage com o terapeuta e como ele desenvolve essa relação semelhante ao modo como se relaciona com as outras pessoas e situações na vida diária. Desse modo o setting terapêutico se torna um treinamento de padrões mais adaptativos de se relacionar com o ambiente do cliente. Em 2008 seus idealizadores propõe uma estruturação psicoterapêutica que valorize o que chamam de "consciência, coragem, amor e behaviorismo".

### Terapia comportamental dialética (TCD)
A terapia comportamental dialética (TCD), também denominada simplesmente de DBT, - uma abreviação do inglês: dialectical behavior therapy - foi desenvolvida por Marsha  M. LInehan. A profissional compilou uma série de estratégias terapêuticas, com base em suas experiências com a terapia cognitivo-comportamental e analítico comportamental, orientadas especialmente para as pessoas com transtorno de personalidade borderline (TPB).